# Nach der Schlacht
Nach der Schlacht ist ein 1914/15 entstandenes Gemälde von Roland Strasser. Das großformatige Bild (209 × 260 cm) wurde mit Ölfarbe auf Leinwand gemalt und ist an prominenter Stelle (Saalgruppe Erster Weltkrieg) im Heeresgeschichtlichen Museum in Wien ausgestellt.

## Entstehung
In der Kunstgruppe des k.u.k. Kriegspressequartiers (KPQ), das direkt dem österreichisch-ungarischen Armeeoberkommando unterstellt war, fanden im Verlauf des Ersten Weltkriegs rund 280 Kriegsmaler Beschäftigung. Einige davon waren bereits vor dem Krieg anerkannte Künstler, andere entdeckten ihr Talent erst angesichts ihres Einberufungsbefehls im Winter 1914/15, also zu jener Zeit, als die k.u.k. Armee nach den aufreibenden Kämpfen an der Balkan- und Ostfront extrem hohe Verlustzahlen von 1,27 Millionen Gefallenen, Verwundeten, Kriegsgefangenen und Erkrankten zu verzeichnen hatte. Um dem Kriegsdienst in einer der als Personalersätze nunmehr an die Front geschickten sogenannten Marsch- und Landsturmformationen (deren Defizite sowohl hinsichtlich Ausrüstung als auch Ausbildung bekannt waren) zu entgehen, meldeten sich viele kriegsdiensttaugliche Personen zum k.u.k. Kriegspressequartier, sei es als Kriegsberichterstatter, Fotograf, Theatermime oder eben als Kriegsmaler. Von ihren Kameraden der kämpfenden Truppe wurden sie dafür stets als „Drückeberger“ und „Feiglinge“ bezeichnet. Um ihren relativ sicheren Posten im KPQ (nur ein einziger Kriegsmaler kam im gesamten Kriegsverlauf ums Leben) auch zu behalten, arbeiteten sie sehr produktiv, so konnten alleine bis Februar 1918 rund 9.000 Werke in 33 Kriegsbilderausstellungen gezeigt werden. Unter diesen Gemälden, Grafiken und Skulpturen sind jedoch nur sehr selten kriegskritische Darstellungen zu finden. Die Zensur war streng, die ständige Bedrohung, zur kämpfenden Truppe versetzt zu werden, allgegenwärtig. Jene Künstler, die es dennoch wagten, auch kriegskritische Arbeiten vorzulegen, waren in der Minderheit. Einer davon war Roland Strasser, der bei Kriegsausbruch 1914 erst 22 Jahre alt war und als einer der ersten Kriegsmaler ins KPQ kommandiert wurde. Als Sohn des berühmten Bildhauers und Malers Arthur Strasser, der u. a. auch die Marc-Anton-Plastik vor dem Wiener Secessionsgebäude geschaffen hatte, konnte Roland Strasser die besten Referenzen aufweisen. Auch studierte er bereits an der Wiener Akademie bei Josef Jungwirth (1869–1950) und ab 1911 an der Münchener Akademie bei Angelo Jank.

## Bildbeschreibung
Das Gemälde ist in der unteren rechten Ecke mit „Roland Strasser“ signiert, jedoch nicht datiert. Er malte dieses Gemälde wohl im Winter 1914/15 unter dem Eindruck der gewaltigen Verluste der k.u.k. Armee und hob dabei die triste Situation, insbesondere der Kavallerie, in diesem Fall der k.u.k. Dragoner, eindrucksvoll hervor. Während in der Vorkriegszeit die farbenprächtige k.u.k. Armee gerne auf Paradeplätzen, weitläufigen Manöverfeldern oder idealisierten Landschaften in schneidiger Weise bildlich dargestellt wurde, zeigt Strasser seine Szenerie auf einem matschigen Erdhügel. In der Bildmitte kauert ein Dragoner, noch zu Kriegsbeginn in prächtiger Adjustierung, trägt er nunmehr seinen Helm im grauen Tarnanstrich, während er ein kärgliches Mahl verzehrt. Seine Physiognomie ist von Resignation geprägt. Im Bildvordergrund sitzt sein am Fuß und Kopf verwundeter Kamerad, der durch seine Kopfhaltung den Blick des Betrachters zur Bildmitte lenkt und so als Repoussoirfigur wirkt. Um die beiden Vordergrundfiguren liegen u. a. diverse Ausrüstungsgegenstände, leere Essgeschirre und Dosen sowie auch ein in der Mitte durchgebrochenes Gewehr verstreut. In der linken Bildhälfte steht ein voll adjustierter, gegen die Kälte vermummter Soldat, mit dem auf dem Rucksack aufgeschnallten Signalhorn, der mit seiner Körperhaltung den Betrachter auf die schaurige Szenerie im Hintergrund lenkt: Ein voll beladener Leichenkarren, der aus der Bildkomposition von abgemagerten Pferden hinausgezogen wird; davor ein Haufen Stiefel, die man den Toten ausgezogen hat, um sie wiederverwenden zu können. Im Hintergrund ist ein einzelner Reiter dargestellt, ebenfalls auf einem abgemagerten Pferd. Von den sonstigen, einst so prächtigen Schlachtrössern der als besonders traditionsreich geltenden k.u.k. Kavallerie ist auf diesem Bild nichts mehr zu sehen. Die unzulängliche Anpassung an ein zeitgemäßes Kriegsbild trat ja noch vor allen anderen Truppengattungen gerade bei der Kavallerie offen zu Tage. Dragoner, Husaren und Ulanen zogen in ihren bunten Friedensuniformen in den Krieg, obwohl die Zeit der Schlachtenkavallerie längst vorbei war. Ihre Attacken scheiterten an der überlegenen Feuerkraft russischer Geschütze und Maschinengewehre, führten zu hohen Verlusten und zwangen die einst so stolzen Kavalleristen in die Schützengräben. Die monumentale Darstellungskomposition Strassers zeigt somit, schonungslos auf das Wesentliche reduziert, was Krieg ist: Tod, Leid und Not. Von Prunk und Pracht der Vorkriegszeit ist nichts mehr zu sehen.

## Rezeption
Das Gemälde ist eines der zentralen Werke der Dauerausstellung zum Ersten Weltkrieg im Heeresgeschichtlichen Museum und befindet sich im chronologischen Rundgang beim Jahreswechsel 1914/15. Es symbolisiert gleichsam das Ende der „alten“ k.u.k. Armee.